# Walter Ewing
Walter Henry Ewing (* 11. Februar 1878 in Montreal; † 25. Juni 1945 ebenda) war ein kanadischer Sportschütze.

## Erfolge
Walter Ewing startete bei den Olympischen Spielen 1908 in London in der Disziplin Trap. In dieser wurde er vor seinem Landsmann George Beattie mit 72 Punkten Olympiasieger. Den Mannschaftswettbewerb schloss er mit der kanadischen Mannschaft auf dem zweiten Rang ab, mit 405 Punkten nur zwei Punkte hinter der ersten britischen Mannschaft.
Er gewann im Nachgang zu den Olympischen Spielen in London, wo er noch mehrere lokale Turniere gewann. Nach seiner Rückkehr nach Kanada gewann er dort ebenfalls zahlreiche regionale und nationale Titel. 1910 und 1911 wurde er kanadischer Meister im Trap. 1955 erfolgte die Aufnahme in die Canadian Olympic Hall of Fame, 1958 wurde er in die Hall of Fame des kanadischen Sports aufgenommen.